# Marius Petipa
Victor Marius Aphonse Petipa (Marseille, 1818. március 11. – Hurzuf, Krím, 1910. július 14.) francia koreográfus. Apja Jean-Antoine Petipa (1787-1855), elismert balettmester, anyja Victorine Grasseau-Maurel (1794-1860), tragikus színésznő és drámatanár.
A csecsemő Petipa pontosan reggel kilenckor született a Petipa házban. Éppen az egyik, apja által próbavezetett balett – a Jean-Baptiste Blanche által koreografált, Vénusz születésének – színpadi próbája folyt, a Marseille-i Operaházban. 6 testvére közül, ő a harmadik legidősebb.

## Testvérei
- Joseph Lucien (1815-1898)
- Elisabeth Marianne (1816-?)
- Jean Claude Tonnerre (1820-1873)
- Aimee Victorine Anne (1824-1905)
- AdélaÏde Antoniette (1826-?)

## Életpályája
Marseille-i származású régi balett-dinasztia sarja, híres eloroszosodott francia táncos és balettmester. Eredetileg zeneszerzőnek készült, ennek később a balettek szerkesztésénél nagy hasznát vette. 1846-ban még Carlotta Grisivel és Fanny Elsslerrel Párizsban táncolt, a következő évben már a pétervári cári színházba került, ahol Jules Perrot és Saint Léon balettmesterek mellett a koreográfia-készítés minden csínját-bínját tökéletesen megtanulta. Huszonöt éves korától hetvenöt éves koráig működött a cári színházakban, s végül 50 évi munkásságával sikerült biztosítania az orosz balett vezető szerepét Európában.
Hatalmas koreográfiai fantáziával rendelkező, nagy tudású balettmester volt, aki a nyugati balett hanyatlása idején, amikor a balett már csak operák díszítő elemeként jöhetett számba, egész estét betöltő, négy–hatfelvonásos balettjeiben a hibátlan klasszikus táncot a virtuozitással, a lenyűgöző látványosságot a költőiséggel színesen és változatosan tudta összekapcsolni. Kitűnően értett a hatásos szólók, pas de deux-k, pas de trois-k, csoporttáncok megalkotásához.
A zeneszerzőknek – még Csajkovszkijnak is – pontos kompozíciós terveket adott, ahol utasításszerűen, taktusszámok szerint előírta, hogy a zenei frázisok milyen terjedelműek, milyen ritmusban legyenek, sőt azt is meghatározta, hogy hangulatilag mit fejezzenek ki. Utasításai kitűnőek voltak, megkönnyítették a zeneszerzők munkáját, s így Csajkovszkij is örömmel alkalmazkodott hozzájuk. Együttműködésük ideje a múlt század végi klasszikus orosz balett fénykora volt.
Petipa ötven év alatt 54 balettet vitt színre, ezek közül többet ma is táncolnak. A Petipa-féle hagyományokon nevelkedett és a Gyagilev-féle társulattal nyugatra került nagy orosz táncos és koreográfus generáció és a mai orosz balettművészet veterán gárdája megőrizte művészetének emlékét, így hatása nem csak az orosz, hanem az egyetemes balettművészetben is tovább él.

## Koreográfiái
- A kalóz (1858. január 24.) – Zeneszerző: Adolph Adam, Cesare Pugni és Léo Delibes, Szövegkönyv: Henri Vernoy de Saint-Georges és Joseph Mazilier
  - (Eredeti koreográfiáját Joseph Mazilier készítette, ősbemutató: Párizs, 1856. január 23.)
- A fáraó lánya (1862. január 30.) – Zeneszerző: Cesare Pugni, Szövegkönyv: Henri Vernoy de Saint-Georges és Marius Petipa
- Don Quijote (1869. december 26.) – Zeneszerző: Ludwig Minkus, Szövegkönyv: Marius Petipa
- A bajadér (1877. február 4.) – Zeneszerző: Ludwig Minkus, Szövegkönyv: Marius Petipa és Sergei Khudekov
- Paquita (1882. január 9.) – Zeneszerző: Édouard Deldevez és Ludwig Minkus, Szövegkönyv: Paul Fouche és Joseph Mazilier
  - (Eredeti koreográfiáját Joseph Mazilier készítette, ősbemutató: Párizs, 1846. április 1.)
- Csipkerózsika (1890. január 15.) – Zeneszerző: Pjotr Iljics Csajkovszkij, Szövegkönyv: Ivan Vsevolozhsky
- A diótörő (1892. december 18.) – Zeneszerző: Pjotr Iljics Csajkovszkij, Szövegkönyv: Ivan Vsevolozhsky, és Marius Petipa
- A hattyúk tava (1895. január 27.) – Zeneszerző: Pjotr Iljics Csajkovszkij, Szövegkönyv: Vladimir Begichev nyomán Modeste Csajkovszkij
  - (Eredeti koreográfiáját Julius Reisinger készítette, ősbemutató: Moszkva, 1877. március 4.)
- Raymonda (1898. január 19.) – Zeneszerző: Alexander Glazunov, Szövegkönyv: Countess Lydia Pashkova